# لويس براغان
لويس براغان (بالإسبانية: Luis Barragán)‏ من أشهر المعماريين من مواليد 9 آذار 1902 وتوفي في 22 تشرين الثاني 1988 المكسيك.

## معرض صور

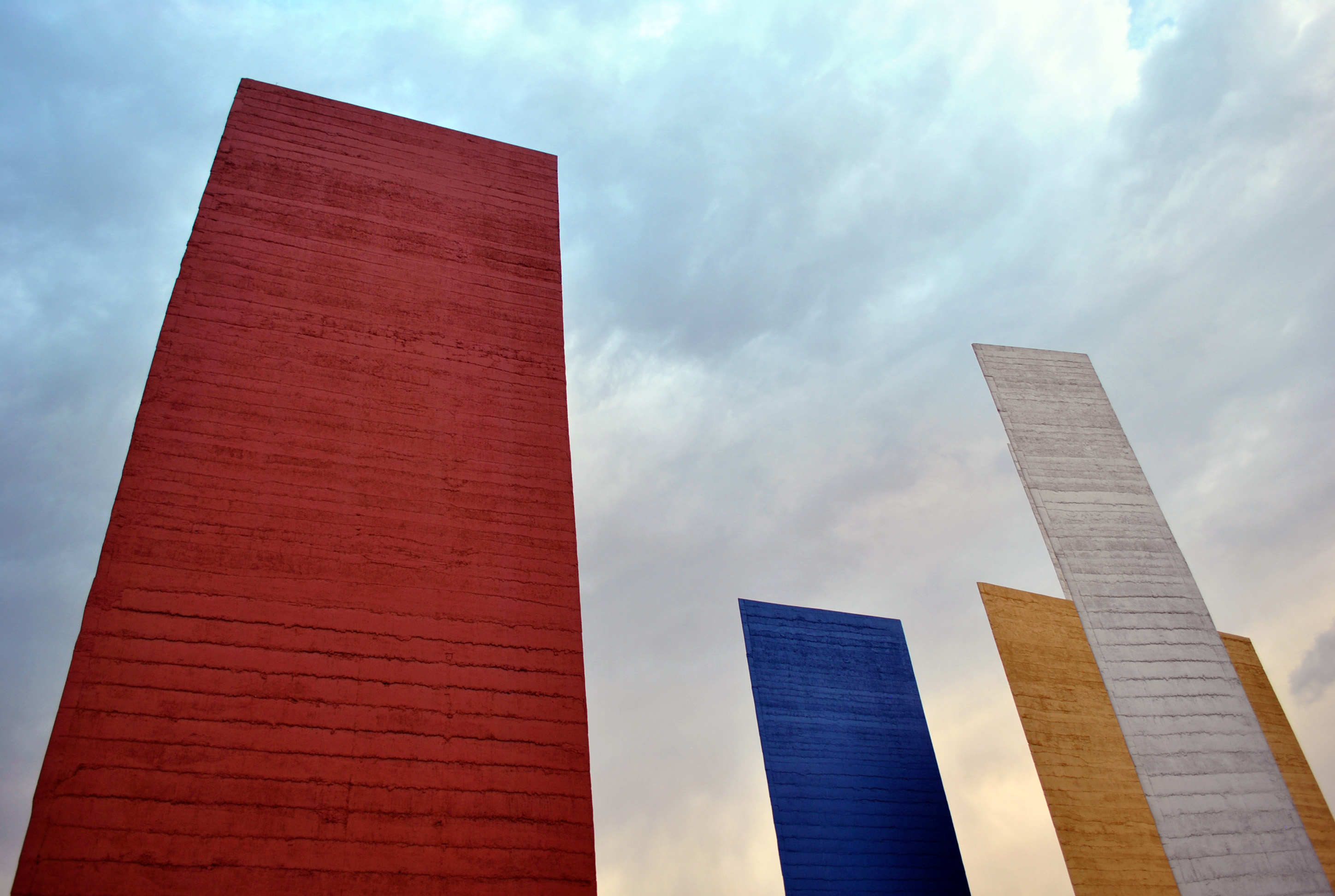
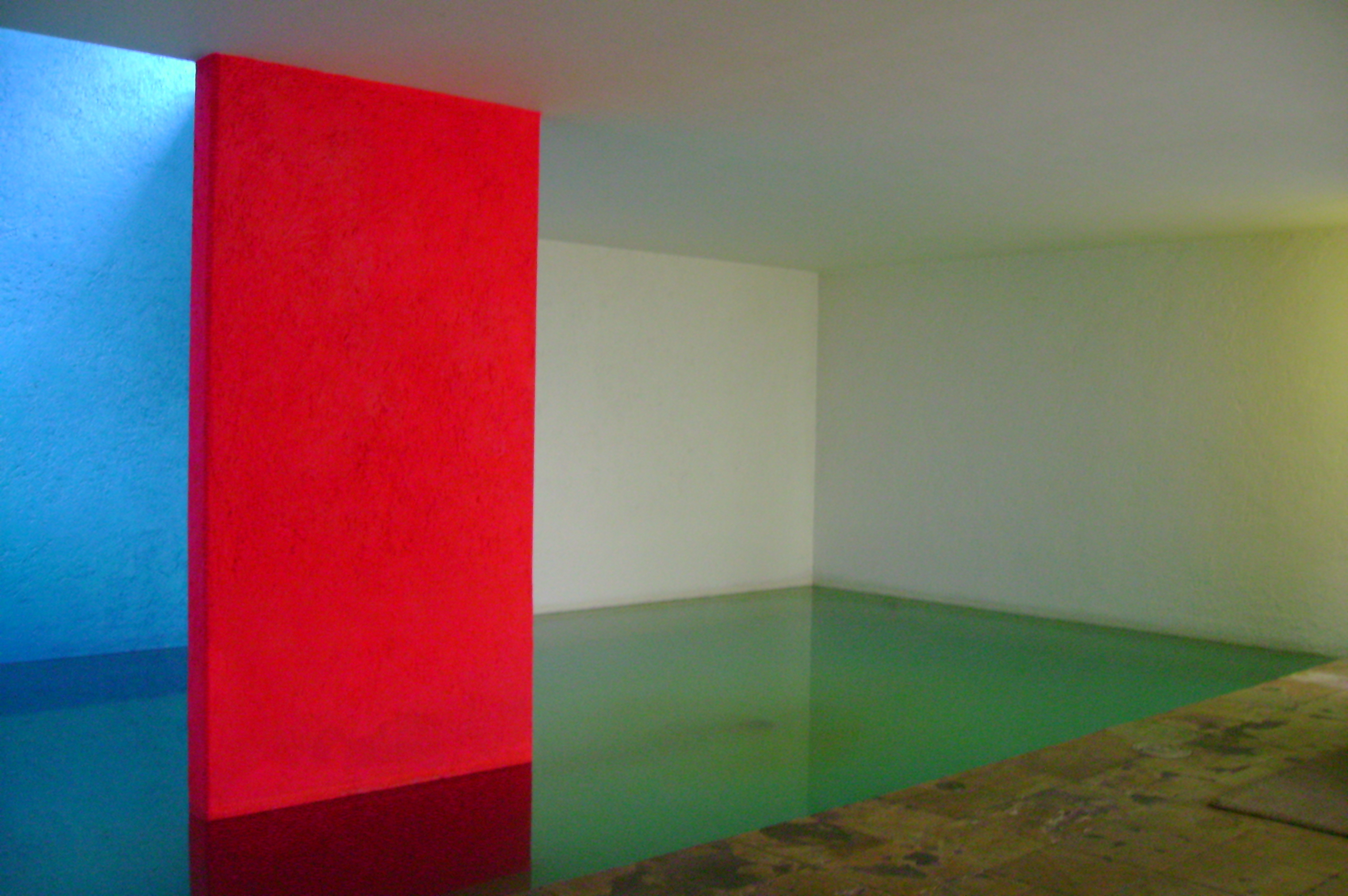
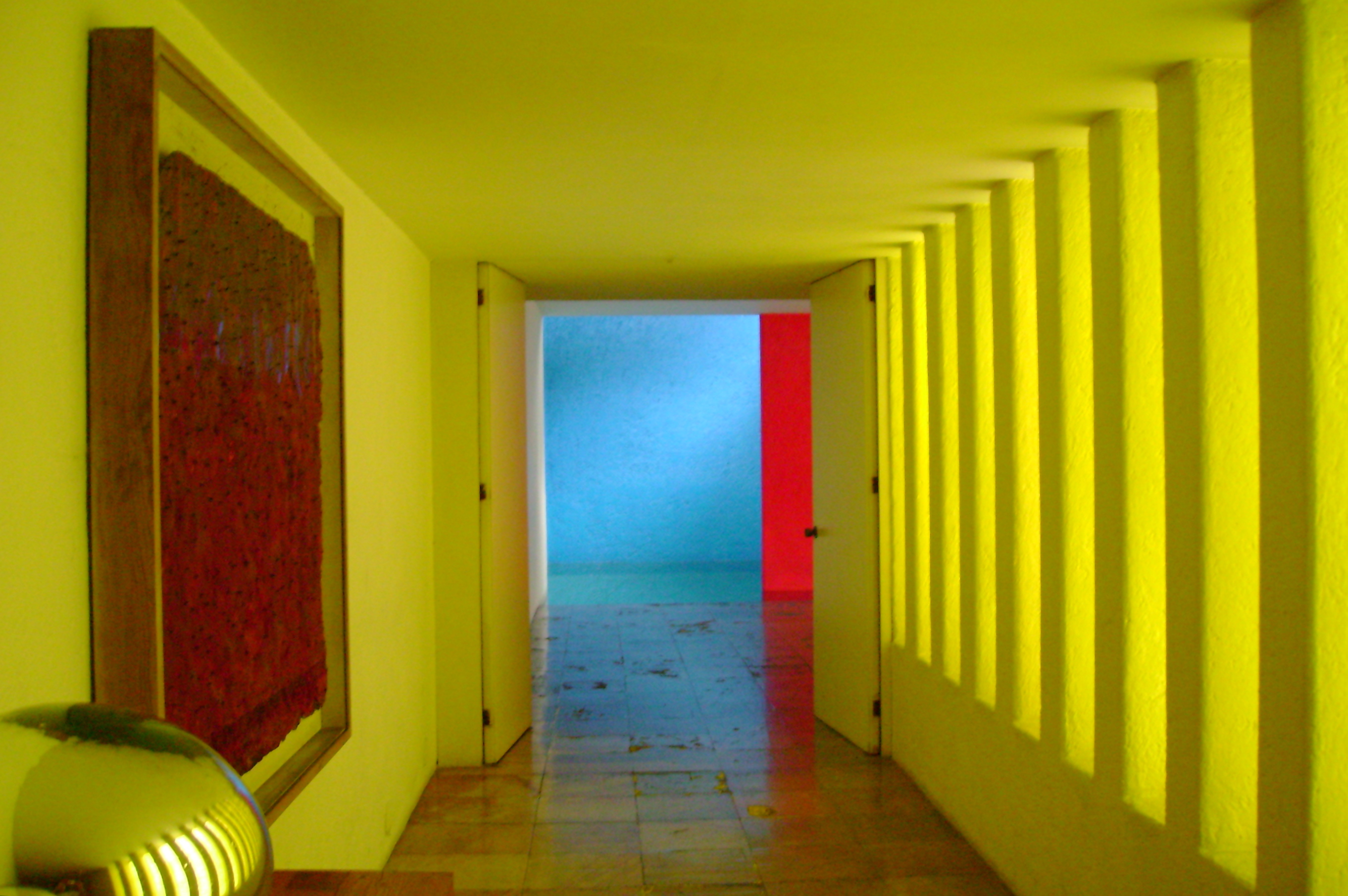
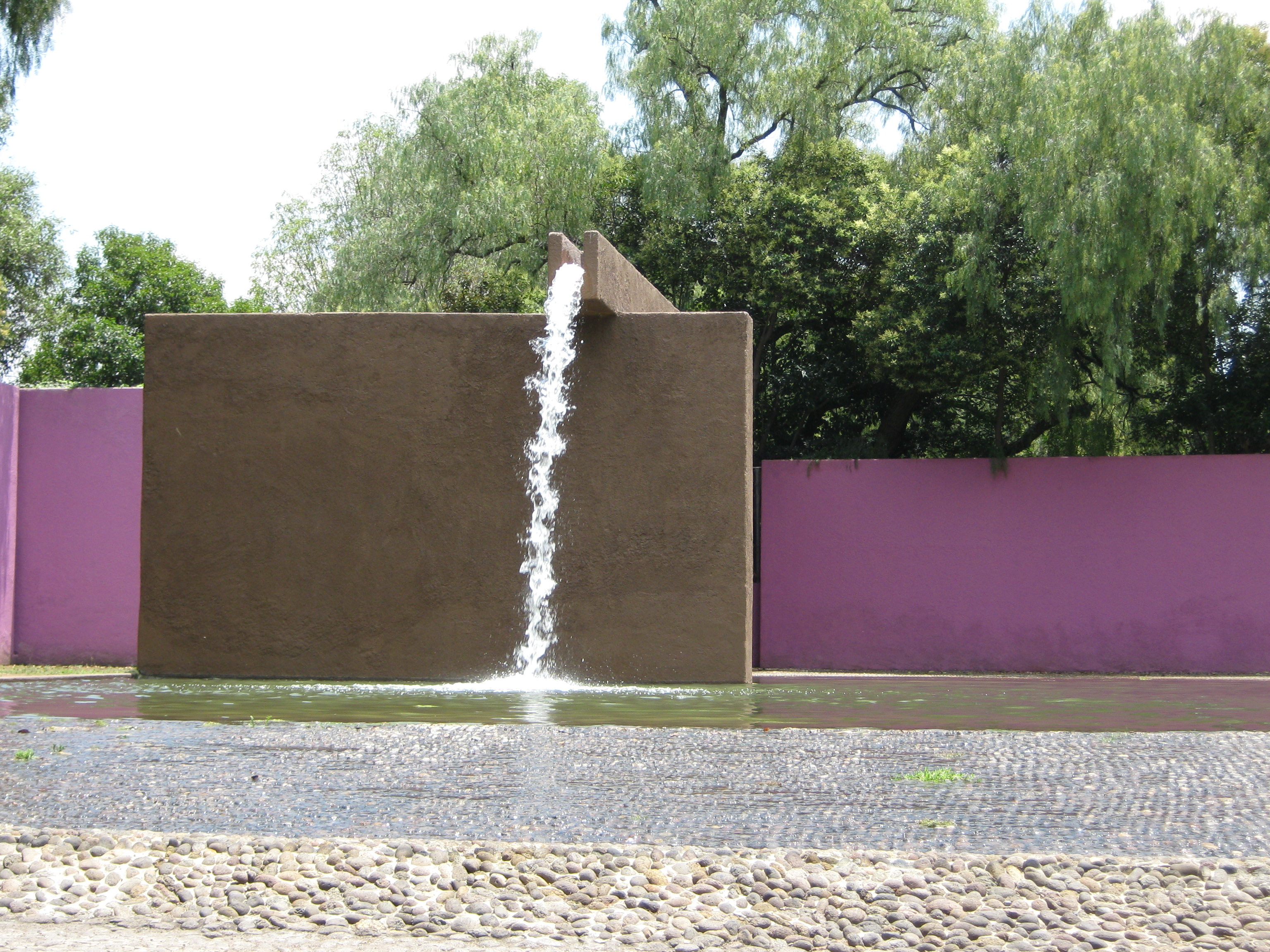

## روابط خارجية
- لويس براغان على موقع الموسوعة البريطانية (الإنجليزية)
- لويس براغان على موقع مونزينجر (الألمانية)